# Rita Levi-Montalcini
Rita Levi-Montalcini (Torino, 22. travnja 1909. – Rim, 30. prosinca 2012.) bila je talijanska neurologinja koja je, zajedno s kolegom Stanleyjem Cohenom, 1986. g. dobila Nobelovu nagradu za fiziologiju ili medicinu za njihovo otkriće čimbenika rasta (engl. growth factor - GF).
Njihovo otkriće bilo je od temeljne važnosti za shvaćanje mehanizama koji upravljaju rastom stanica i organa. Njihovo otkriće čimbenika rasta živaca (engl. nerve growth factor - NGF) i epidermalnog čimbenika rasta (engl. epidermal growth factor - EGF) pokazalo je kako su regulirani rast i diferencijacija stanica. 
NGF i EGF su bili prve od mnogih signalnih tvari koje reguliraju rast, a koje su kasnije zahvaljujući ovom otkriću, otkrivene i opisane.

## Vanjske poveznice
- Nobelova nagrada - autobiografija  Arhivirana inačica izvorne stranice od 16. siječnja 2013. (Wayback Machine) (engl.)